# Per Jørgensen

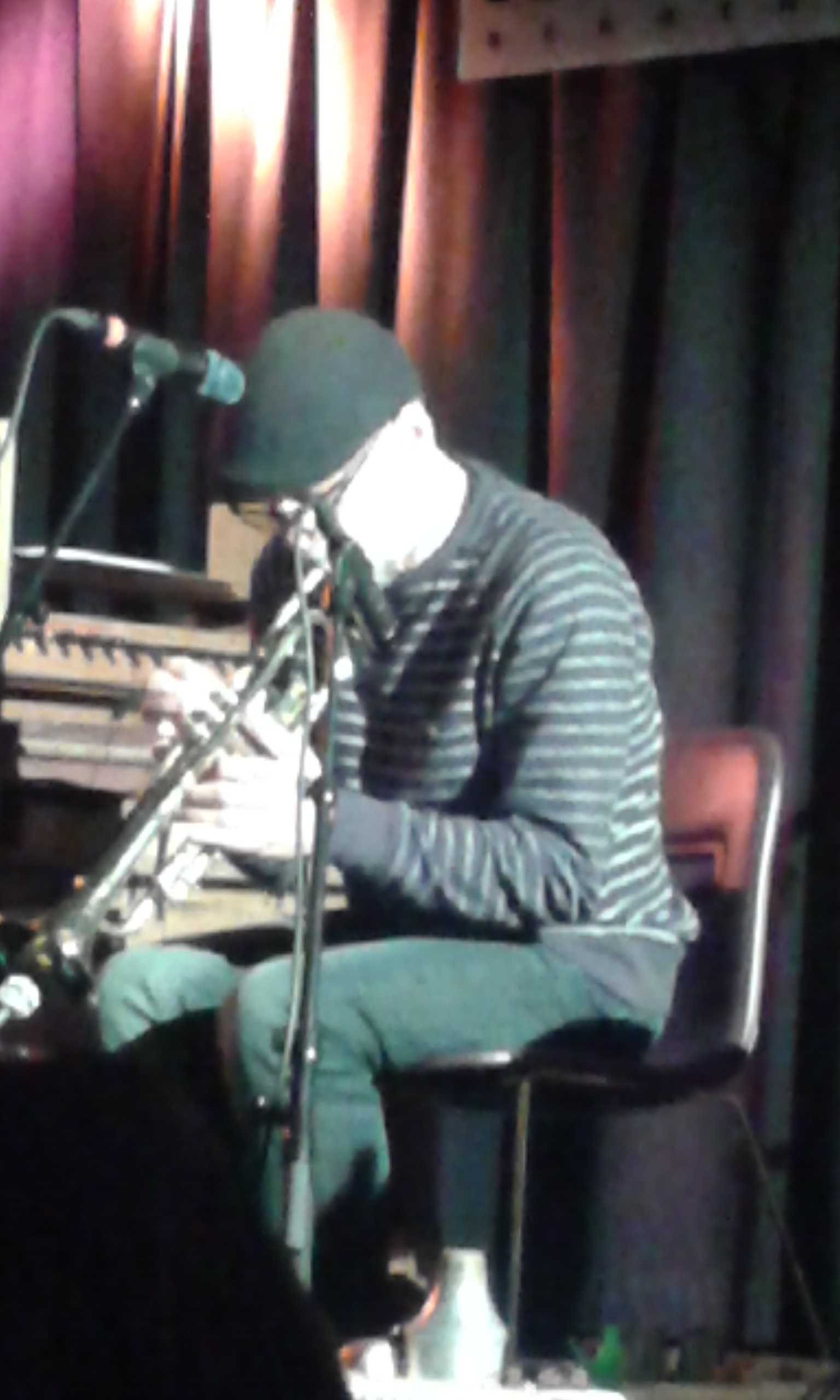
Per Jørgensen (2015)

Per Jørgensen (* 9. September 1952 in Bergen) ist ein norwegischer Jazz- und Fusionmusiker (Trompete, Gesang, zunächst auch Gitarre, Komposition).

## Leben und Wirken
Jørgensen begann Mitte der 1970er Jahre seine Karriere als Gitarrist und Sänger in der dänischen Jazzrock-Band Danmarks Plass Rock og Jazz, dann in verschiedenen Blues-, Rock- und Jazzgruppen seiner Geburtsstadt. Er erlangte Aufmerksamkeit durch seine Beiträge zu den Gruppen Bergen Blues Band (1977–1981, 1983–1986), New Bris (1980–1983), Tamma (1981–1985) und E’Olen (1985–1988).  Mit dem Keyboarder Jon Balke und Schlagzeuger Audun Kleive bildete er 1990 ein einflussreiches Trio, das sich seit 1992 Jøkleba nennt, seitdem gelegentlich zusammenarbeitet und mehrere Alben (zuletzt 2014) vorgelegt hat. Er arbeitete weiterhin mit Dag Arnesen, Knut Kristiansen, Alex Riel, Jon Christensen, Jan Gunnar Hoff, Jon Balkes Magnetic North Orchestra, Marilyn Mazur, Miki N’Doye, Michael Mantler (Hide and Seek), Espen Berg und Daniel Herskedal zusammen.
Jørgensen gilt als einfallsreicher und engagierter Improvisator, der alle musikalischen Kontexte, an denen er teilnimmt, prägt. Er erkundet mit seinem Trompetenspiel und Gesang „die Sphären eines so freien wie lyrischen Jazz – und er lässt dabei gern Strömungen der nordischen Folklore einfließen.“

## Preise und Auszeichnungen
Jørgensen wurde 1991 mit dem Vossa Jazz Award und 1995 mit dem Buddyprisen der Norwegian Jazz Federation ausgezeichnet. 2001 wurde er mit der Verleihung des Radka Toneff Minnepris als „markanter Improvisationsmusiker“ und „Künstler mit großer internationaler Anerkennung“ gewürdigt.

## Diskographische Hinweise
- Jon Balke, Per Jørgensen, Audun Kleive: On and On (Odin Records 1991)
- Berit Opheim • Bjørn Kjellemyr • Einar Mjølsnes • Per Jørgensen • Sigbjørn Apeland: Fryd (Vossa 1998)
- Tobias Sjögren & Per Jørgensen: Unspoken Songs – 13 Stories For Expanded Duo (ToBeJazz Music 2005)[6]
- Per Jørgensen & Terje Isungset: Agbalagba Daada (NORCD 2008)[7]
- Green Serene & Per Jørgensen: Living Live (AIM Sound City 2010)
- Markku Ounaskari, Samuli Mikkonen mit Per Jörgensen: Kuara (ECM Records 2010)[8]
- Jøkleba: Outland (ECM Records 2014)[3]